# Crematogaster walshi
Crematogaster walshi är en myrart som beskrevs av Auguste-Henri Forel 1902. Crematogaster walshi ingår i släktet Crematogaster och familjen myror.

## Underarter
Arten delas in i följande underarter:
- C. w. bouvardi
- C. w. walshi